# Ballekere, Hassan
Ballekere là một làng thuộc tehsil Hassan, huyện Hassan, bang Karnataka, Ấn Độ.